# Gadhinglaj
Gadhinglaj es una ciudad y  municipio situada en el distrito de Kolhapur en el estado de Maharashtra (India). Su población es de 27185 habitantes (2011). Se encuentra a orillas del río Hiranyakeshi.

## Demografía
Según el censo de 2011 la población de Gadhinglaj era de 27185 habitantes, de los cuales 13618 eran hombres y 13567 eran mujeres. Gadhinglaj tiene una tasa media de alfabetización del 89,36%, superior a la media estatal del 82,34%: la alfabetización masculina es del 93,74%, y la alfabetización femenina del 85,03%.